# Кејлеб Ландри Џоунс
Кејлеб Лендри Џоунс (енгл. Caleb Landry Jones; рођен 7. децембра 1989, Гарланд, Тексас), амерички је позоришни, филмски и ТВ глумац и музичар.